# Olympische Sommerspiele 1984/Teilnehmer (Frankreich)
| Gelbes Symbol für Goldmedaillen mit stilisierten Olympischen Ringen | Graues Symbol für Silbermedaillen mit stilisierten Olympischen Ringen | Braundes Symbol für Bronzemedaillen mit stilisierten Olympischen Ringen |
| ------------------------------------------------------------------- | --------------------------------------------------------------------- | ----------------------------------------------------------------------- |
| 5                                                                   | 7                                                                     | 16                                                                      |

Frankreich nahm an den Olympischen Sommerspielen 1984 in Los Angeles teil. 238 Athleten, davon 189 Männer und 49 Frauen, beteiligten sich an 139 Wettbewerben in 21 Sportarten. Fahnenträger bei der Eröffnungsfeier war der Judoka Angelo Parisi.

## Medaillengewinner

### Gold
| Name | Sportart       | Wettkampf              |
| --- | -------------- | ---------------------- |
| Philippe Boisse | Fechten        | Männer, Degen, Einzel  |
| Jean-François Lamour | Fechten        | Männer, Säbel, Einzel  |
| William Ayache, Michel Bibard, Michel Bensoussan, Dominique Bijotat, François Brisson, Patrick Cubaynes, Patrice Garande, Philippe Jeannol, Guy Lacombe, Jean-Claude Lemoult, Jean-Philippe Rohr, Albert Rust, Didier Sénac, Jean-Christophe Thouvenel, José Touré, Daniel Xuereb & Jean-Louis Zanon | Fußball        | Männerturnier          |
| Pierre Quinon | Leichtathletik | Männer, Stabhochsprung |
| Philippe Heberlé | Schießen       | Männer, Luftgewehr     |

### Silber
| Name                                                                                          | Sportart       | Wettkampf                        |
| --------------------------------------------------------------------------------------------- | -------------- | -------------------------------- |
| Philippe Boisse, Jean-Michel Henry, Olivier Lenglet, Philippe Riboud & Michel Salesse         | Fechten        | Männer, Degen, Mannschaft        |
| Philippe Delrieu, Franck Ducheix, Hervé Granger-Veyron, Pierre Guichot & Jean-François Lamour | Fechten        | Männer, Säbel, Mannschaft        |
| Angelo Parisi                                                                                 | Judo           | Männer, Schwergewicht            |
| Bernard Brégeon & Patrick Lefoulon                                                            | Kanu           | Männer, Zweier-Kayak, 1000 Meter |
| Joseph Mahmoud                                                                                | Leichtathletik | Männer, 3000 Meter Hindernis     |
| Michel Bury                                                                                   | Schießen       | Männer, Kleinkaliber, liegend    |
| Frédéric Delcourt                                                                             | Schwimmen      | Männer, 200 m Rücken             |

### Bronze
| Name | Sportart           | Wettkampf                           |
| --- | ------------------ | ----------------------------------- |
| Christophe Tiozzo                                                                                              | Boxen              | Männer, Halbmittelgewicht           |
| Marc Cerboni, Patrick Groc, Pascal Jolyot, Philippe Omnès & Frédéric Pietruszka                                | Fechten            | Männer, Florett, Mannschaft         |
| Philippe Riboud                                                                                                | Fechten            | Männer, Degen, Einzel               |
| Véronique Brouquier, Brigitte Latrille-Gaudin, Pascale Hachin-Trinquet, Anne Meygret & Laurence Modaine-Cessac | Fechten            | Frauen, Florett, Mannschaft         |
| Marc Alexandre                                                                                                 | Judo               | Männer, Halbleichtgewicht           |
| Michel Nowak                                                                                                   | Judo               | Männer, Halbmittelgewicht           |
| Bernard Brégeon                                                                                                | Kanu               | Männer, Kayak-Einer, 500 Meter      |
| François Barouh, Philippe Boccara, Pascal Boucherit & Didier Vavasseur                                         | Kanu               | Männer, Kayak-Vierer, 1000 Meter    |
| Didier Hoyer & Éric Renaud                                                                                     | Kanu               | Männer, Canadier-Zweier, 1000 Meter |
| Thierry Vigneron                                                                                               | Leichtathletik     | Männer, Stabhochsprung              |
| Michèle Chardonnet                                                                                             | Leichtathletik     | Frauen, 100 Meter Hürden            |
| Didier Boubé, Joël Bouzou & Paul Four                                                                          | Moderner Fünfkampf | Männer, Mannschaft                  |
| Fabrice Colas                                                                                                  | Radsport           | Männer, 1000 Meter Zeitfahren       |
| Catherine Poirot                                                                                               | Schwimmen          | Frauen, 100 Meter Brust             |
| Thierry Peponnet & Luc Pillot                                                                                  | Segeln             | Männer, 470er                       |
| Philippe Vatuone                                                                                               | Turnen             | Männer, Boden                       |

## Teilnehmer nach Sportarten

### Basketball
- Männerturnier
11. Platz

- Kader
Éric Beugnot
Gregor Beugnot
Patrick Cham
Richard Dacoury
Jean-Luc Deganis
Hervé Dubuisson
Bangaly Kaba
Jacques Monclar
Stéphane Ostrowski
Philip Szanyiel
Jean-Michel Sénégal
Georges Vestris

### Bogenschießen
- Gerard Douis
Männer, Einzel: 17. Platz

- Philippe Loyen
Männer, Einzel: 35. Platz

### Boxen
- Jean Duarte
Männer, Halbweltergewicht: 17. Platz

- Louis Gomis
Männer, Bantamgewicht: 9. Platz

- Vincent Sarnelli
Männer, Mittelgewicht: 9. Platz

- Christophe Tiozzo
Männer, Halbmittelgewicht: Bronze

### Fechten
- Philippe Boisse
Männer, Degen, Einzel: Gold 
Männer, Degen, Mannschaft: Silber

- Véronique Brouquier
Frauen, Florett, Einzel: 5. Platz
Frauen, Florett, Mannschaft: Bronze

- Marc Cerboni
Männer, Florett, Mannschaft: Bronze

- Philippe Delrieu
Männer, Säbel, Mannschaft: Silber

- Franck Ducheix
Männer, Säbel, Mannschaft: Silber

- Hervé Granger-Veyron
Männer, Säbel, Einzel: 4. Platz
Männer, Säbel, Mannschaft: Silber

- Patrick Groc
Männer, Florett, Mannschaft: Bronze

- Pierre Guichot
Männer, Säbel, Einzel: 5. Platz
Männer, Säbel, Mannschaft: Silber

- Jean-Michel Henry
Männer, Degen, Mannschaft: Silber

- Pascal Jolyot
Männer, Florett, Einzel: 33. Platz
Männer, Florett, Mannschaft: Bronze

- Jean-François Lamour
Männer, Säbel, Einzel: Gold 
Männer, Säbel, Mannschaft: Silber

- Brigitte Latrille-Gaudin
Frauen, Florett, Einzel: 8. Platz
Frauen, Florett, Mannschaft: Bronze

- Olivier Lenglet
Männer, Degen, Einzel: 13. Platz
Männer, Degen, Mannschaft: Silber

- Anne Meygret
Frauen, Florett, Mannschaft: Bronze

- Laurence Modaine-Cessac
Frauen, Florett, Einzel: 6. Platz
Frauen, Florett, Mannschaft: Bronze

- Philippe Omnès
Männer, Florett, Einzel: 7. Platz
Männer, Florett, Mannschaft: Bronze

- Frédéric Pietruszka
Männer, Florett, Einzel: 4. Platz
Männer, Florett, Mannschaft: Bronze

- Philippe Riboud
Männer, Degen, Einzel: Bronze 
Männer, Degen, Mannschaft: Silber

- Michel Salesse
Männer, Degen, Mannschaft: Silber

- Pascale Trinquet-Hachin
Frauen, Florett, Mannschaft: Bronze

### Fußball
- Männerturnier
Gold

- Kader
William Ayache
Michel Bibard
Dominique Bijotat
François Brisson
Patrick Cubaynes
Patrice Garande
Philippe Jeannol
Guy Lacombe
Jean-Claude Lemoult
Jean-Philippe Rohr
Albert Rust
Didier Sénac
Jean-Christophe Thouvenel
José Touré
Daniel Xuereb
Jean-Louis Zanon
Michel Bensoussan
- Trainer
Henri Michel

### Gewichtheben
- Daniel Cassiau-Haurie
Männer, Mittelgewicht: 10. Platz

- Jean-Marie Kretz
Männer, I. Schwergewicht: 8. Platz

### Judo
- Marc Alexandre
Männer, Halbleichtgewicht: Bronze

- Fabien Canu
Männer, Mittelgewicht: 5. Platz

- Laurent del Colombo
Männer, Offene Klasse: 5. Platz

- Guy Delvingt
Männer, Extraleichtgewicht: 5. Platz

- Serge Dyot
Männer, Leichtgewicht: 7. Platz

- Michel Nowak
Männer, Halbmittelgewicht: Bronze

- Angelo Parisi
Männer, Schwergewicht: Silber

- Roger Vachon
Männer, Halbschwergewicht: 18. Platz

### Kanu
- François Barouh
Männer, Kajak-Vierer, 1000 Meter: Bronze

- Philippe Boccara
Männer, Kajak-Einer, 1000 Meter: 6. Platz
Männer, Kajak-Vierer, 1000 Meter: Bronze

- Pascal Boucherit
Männer, Kajak-Vierer, 1000 Meter: Bronze

- Bernard Brégeon
Männer, Kajak-Einer, 500 Meter: Bronze 
Männer, Kajak-Zweier, 1000 Meter: Silber

- Bernadette Brégeon-Hettich
Frauen, Kajak-Zweier, 500 Meter: 6. Platz

- Francis Hervieu
Männer, Kajak-Zweier, 500 Meter: 6. Platz

- Didier Hoyer
Männer, Canadier-Zweier, 500 Meter: 4. Platz
Männer, Canadier-Zweier, 1000 Meter: Bronze

- Béatrice Knopf-Basson
Frauen, Kajak-Einer, 500 Meter: 5. Platz

- Patrick Lefoulon
Männer, Kajak-Zweier, 1000 Meter: Silber

- Daniel Legras
Männer, Kajak-Zweier, 6. Platz

- Cathérine Mathevon
Frauen, Kajak-Zweier, 500 Meter: 6. Platz

- Éric Renaud
Männer, Canadier-Zweier, 500 Meter: 4. Platz
Männer, Canadier-Zweier, 1000 Meter: Bronze

- Philippe Renaud
Männer, Canadier-Einer, 500 Meter: 4. Platz
Männer, Canadier-Einer, 1000 Meter: Vorrunde

- Didier Vavasseur
Männer, Kajak-Vierer, 1000 Meter: Bronze

### Leichtathletik
- Rose-Aimée Bacoul
Frauen, 100 Meter: Halbfinale
Frauen, 200 Meter: 7. Platz
Frauen, 4 × 100 Meter: 4. Platz

- Patrick Barré
Männer, 200 Meter: Viertelfinale

- Chantal Beaugeant
Frauen, Siebenkampf: DNF

- Jean-Jacques Boussemart
Männer, 200 Meter: 6. Platz
Männer, 4 × 100 Meter: 6. Platz

- Jacky Boxberger
Männer, Marathon: 42. Platz

- Gérard Brunel
Männer, 400 Meter Hürden: Vorläufe

- Aldo Canti
Männer, 400 Meter: Halbfinale
Männer, 4 × 400 Meter: Vorläufe

- Stéphane Caristan
Männer, 110 Meter Hürden: 6. Platz

- Michèle Chardonnet
Frauen, 100 Meter Hürden: Bronze

- Franck Chevallier
Männer, 110 Meter Hürden: Vorläufe

- Walter Ciofani
Männer, Hammerwurf: 7. Platz

- Pascal Debacker
Männer, 3000 Meter Hindernis: 8. Platz

- Didier Dubois
Männer, 4 × 400 Meter: Vorläufe

- Philippe Dupont
Männer, 800 Meter: Viertelfinale

- Laurence Elloy-Machabey
Frauen, 100 Meter Hürden: Vorläufe

- Maryse Éwanjé-Épée
Frauen, Hochsprung: 4. Platz

- Jacques Fellice
Männer, 4 × 400 Meter: Vorläufe

- Serge Ferreira
Männer, Stabhochsprung: kein gültiger Versuch im Finale

- Martial Fesselier
Männer, 20 Kilometer Gehen: 20. Platz

- Liliane Gaschet
Frauen, 100 Meter: Halbfinale
Frauen, 200 Meter: 8. Platz
Frauen, 4 × 100 Meter: 4. Platz

- Marc Gasparoni
Männer, 100 Meter: Halbfinale
Männer, 4 × 100 Meter: 6. Platz

- Alex Gonzalez
Männer, 1500 Meter: Vorläufe

- Dominique Guebey
Männer, 50 Kilometer Gehen: 12. Platz

- Franck Jonot
Männer, 400 Meter Hürden: Vorläufe

- Jean-Paul Lakafia
Männer, Speerwurf: 12. Platz

- Alain Lazare
Männer, Marathon: 28. Platz

- Gérard Lelièvre
Männer, 20 Kilometer Gehen: 15. Platz
Männer, 50 Kilometer Gehen: DNF

- Hector Llatser
Männer, 400 Meter: Vorläufe

- Marie-France Loval
Frauen, 100 Meter: Halbfinale
Frauen, 4 × 100 Meter: 4. Platz

- Joseph Mahmoud
Männer, 3000 Meter Hindernis: Silber

- Bruno Marie-Rose
Männer, 100 Meter: Viertelfinale
Männer, 4 × 100 Meter: 6. Platz

- William Motti
Männer, Zehnkampf: 5. Platz

- Raymonde Naigre
Frauen, 200 Meter: Viertelfinale
Frauen, 4 × 100 Meter: 4. Platz

- Florence Picaut
Frauen, Siebenkampf: 13. Platz

- Yann Quentrec
Männer, 400 Meter: Vorläufe
Männer, 4 × 400 Meter: Vorläufe

- Pierre Quinon
Männer, Stabhochsprung: Gold

- Antoine Richard
Männer, 100 Meter: Viertelfinale
Männer, 4 × 100 Meter: 6. Platz

- Brigitte Rougeron
Frauen, Hochsprung: 20. Platz in der Qualifikation

- Marie-Noëlle Savigny
Frauen, 100 Meter Hürden: 6. Platz

- Annette Sergent-Palluy
Frauen, 3000 Meter: Vorläufe

- Pascal Thiébaut
Männer, 1500 Meter: Halbfinale

- Franck Verzy
Männer, Hochsprung: 24. Platz in der Qualifikation

- Thierry Vigneron
Männer, Stabhochsprung: Bronze

### Moderner Fünfkampf
- Didier Boubé
Männer, Einzel: 10. Platz
Männer, Mannschaft: Bronze

- Joël Bouzou
Männer, Einzel: 17. Platz
Männer, Mannschaft: Bronze

- Paul Four
Männer, Einzel: 6. Platz
Männer, Mannschaft: Bronze

### Radsport
- Daniel Amardeilh
Männer, Straßenrennen: 28. Platz

- Jean-François Bernard
Männer, 100 Kilometer Mannschaftszeitfahren: 6. Platz

- Philippe Bouvatier
Männer, Straßenrennen: 29. Platz
Männer, 100 Kilometer Mannschaftszeitfahren: 6. Platz

- Claude Carlin
Männer, Straßenrennen: DNF

- Fabrice Colas
Männer, 1000 Meter Zeitfahren: Bronze

- Dominique Damiani
Frauen, Straßenrennen: 14. Platz

- Franck Dépine
Männer, Sprint: 7. Runde

- Didier Garcia
Männer, 4000 Meter Mannschaftsverfolgung: 6. Platz
Männer, Punktefahren: 12. Platz

- Marielle Guichard
Frauen, Straßenrennen: 20. Platz

- Jeannie Longo-Ciprelli
Frauen, Straßenrennen: 6. Platz

- Éric Louvel
Männer, 4000 Meter Einerverfolgung: 25. Platz in der Qualifikation
Männer, 4000 Meter Mannschaftsverfolgung: 6. Platz
Männer, Punktefahren: im Finale ausgeschieden

- Thierry Marie
Männer, 100 Kilometer Mannschaftszeitfahren: 6. Platz

- Cécile Odin
Frauen, Straßenrennen: 11. Platz

- Denis Pelizzari
Männer, Straßenrennen: DNF
Männer, 100 Kilometer Mannschaftszeitfahren: 6. Platz

- Pascal Potié
Männer, 4000 Meter Mannschaftsverfolgung: 6. Platz

- Pascal Robert
Männer, 4000 Meter Einerverfolgung: 7. Platz
Männer, 4000 Meter Mannschaftsverfolgung: 6. Platz

- Philippe Vernet
Männer, Sprint: 4. Platz

### Reiten
- Michel Bertraneu
Dressur, Einzel: DNF
Dressur, Mannschaft: DNF

- Armand Bigot
Vielseitigkeitsreiten, Einzel: 20. Platz
Vielseitigkeitsreiten, Mannschaft: 4. Platz

- Frédéric Cottier
Springen, Einzel: 7. Platz
Springen, Mannschaft: 6. Platz

- Pierre Durand
Springen, Einzel: 14. Platz
Springen, Mannschaft: 6. Platz

- Marie-Christine Duroy
Vielseitigkeitsreiten, Einzel: 17. Platz
Vielseitigkeitsreiten, Mannschaft: 4. Platz

- Dominique d'Esmé
Dressur, Einzel: 24. Platz
Dressur, Mannschaft: DNF

- Pascal Morvillers
Vielseitigkeitsreiten, Einzel: 5. Platz
Vielseitigkeitsreiten, Mannschaft: 4. Platz

- Éric Navet
Springen, Mannschaft: 6. Platz

- Daniel Nion
Vielseitigkeitsreiten, Einzel: 26. Platz
Vielseitigkeitsreiten, Mannschaft: 4. Platz

- Margit Otto-Crépin
Dressur, Einzel: 18. Platz
Dressur, Mannschaft: DNF

- Philippe Rozier
Springen, Einzel: 20. Platz
Springen, Mannschaft: 6. Platz

### Rhythmische Sportgymnastik
- Bénédicte Augst
Frauen, Einzel: 21. Platz in der Qualifikation

### Ringen
- Thierry Bourdin
Männer, Fliegengewicht, Freistil: 2. Runde

- Eric Brulon
Männer, Leichtgewicht, Freistil: 3. Runde

- Jean-Pierre Chambellan
Männer, Fliegengewicht, griechisch-römisch: 2. Runde

- Jean-François Court
Männer, Halbschwergewicht, griechisch-römisch: 5. Platz

- Gilles Jalabert
Männer, Federgewicht, griechisch-römisch: 4. Runde

- Martial Mischler
Männer, Weltergewicht, griechisch-römisch: 6. Platz

- Patrice Mourier
Männer, Bantamgewicht, griechisch-römisch: 2. Runde

- Gérard Sartoro
Männer, Federgewicht, Freistil: 8. Platz

### Rudern
- Denis Gaté
Männer, Einer: 12. Platz

- Jean-Pierre Bremer, Christophe Chevrier & Charles Imbert
Männer, Zweier mit Steuermann: 9. Platz

- Pascal Body, Marc Boudoux, Pascal Dubosquelle & Serge Fornara
Männer, Doppelvierer: 5. Platz

- Bernard Chevalier, Alain Duprat, Jean-Pierre Huguet-Balent, Dominique Lecointe, Thierry Louvet, Jean-Jacques Martigne, Olivier Pons, Jacques Taborski & Patrick Vibert-Vichet
Männer, Achter: 6. Platz

- Laurence Hourdel
Frauen, Einer: Viertelfinale

- Patricia Couturier, Lydie Dubedat-Briero, Christine Gossé, Évelyne Imbert & Hélène Ledoux
Frauen, Doppelvierer mit Steuerfrau: 5. Platz

### Schießen
- David Abibssira
Männer, Laufende Scheibe: 21. Platz

- Jean-Pierre Amat
Männer, Kleinkaliber, Dreistellungskampf: 7. Platz
Männer, Kleinkaliber, liegend: 11. Platz

- Jean Ame
Trap: 22. Platz

- Nicolas Berthelot
Männer, Luftgewehr: 4. Platz

- Michel Bury
Männer, Kleinkaliber, Dreistellungskampf: 10. Platz
Männer, Kleinkaliber, liegend: Silber

- Michel Carrega
Trap: 5. Platz

- Philippe Cola
Männer, Freie Pistole: 6. Platz

- Yvette Courault
Frauen, Luftgewehr: 5. Platz
Frauen, Kleinkaliber, Dreistellungskampf: 23. Platz

- Françoise Decharne
Frauen, Luftgewehr: 11. Platz

- Dominique Esnault
Frauen, Kleinkaliber, Dreistellungskampf: 16. Platz

- Philippe Heberlé
Männer, Luftgewehr: Gold

- Evelyne Manchon
Frauen, Sportpistole: 9. Platz

- Élie Pénot
Skeet: 29. Platz

- Jean-Luc Tricoire
Männer, Laufende Scheibe: 10. Platz

- Stéphane Tyssier
Skeet: 19. Platz

### Schwimmen
- Carole Amoric
Frauen, 4 × 100 Meter Freistil: 8. Platz

- Pierre Andraca
Männer, 4 × 200 Meter Freistil: 8. Platz

- Dominique Bataille
Männer, 4 × 100 Meter Freistil: 6. Platz
Männer, 4 × 200 Meter Freistil: 8. Platz

- Laurence Bensimon
Frauen, 200 Meter Freistil: 19. Platz
Frauen, 800 Meter Freistil: 15. Platz
Frauen, 4 × 100 Meter Freistil: 8. Platz
Frauen, 200 Meter Lagen: 16. Platz

- Stéphan Caron
Männer, 100 Meter Freistil: 6. Platz
Männer, 4 × 100 Meter Freistil: 6. Platz
Männer, 4 × 200 Meter Freistil: 8. Platz
Männer, 4 × 100 Meter Lagen: 10. Platz

- Frédéric Delcourt
Männer, 100 Meter Rücken: 16. Platz
Männer, 200 Meter Rücken: Silber 
Männer, 4 × 100 Meter Lagen: 10. Platz

- Christophe Deneuville
Männer, 200 Meter Brust: 21. Platz

- Franck Iacono
Männer, 400 Meter Freistil: 5. Platz
Männer, 1500 Meter Freistil: 5. Platz

- Véronique Jardin
Frauen, 4 × 100 Meter Freistil: 8. Platz

- Sophie Kamoun
Frauen, 100 Meter Freistil: 13. Platz
Frauen, 4 × 100 Meter Freistil: 8. Platz

- Bruno Lesaffre
Männer, 4 × 100 Meter Freistil: 6. Platz

- Laurent Neuville
Männer, 4 × 100 Meter Freistil: 6. Platz

- Thierry Pata
Männer, 200 Meter Brust: 10. Platz
Männer, 4 × 100 Meter Lagen: 10. Platz

- Catherine Poirot
Frauen, 100 Meter Brust: Bronze

- Michel Pou
Männer, 4 × 200 Meter Freistil: 8. Platz

- Xavier Savin
Männer, 4 × 100 Meter Lagen: 10. Platz

### Segeln
- Luc Choley
Finn-Dinghy: 17. Platz

- Gildas Guillerot
Männer, Windsurfen: 4. Platz

- Laurent Couraire-Delage & Thierry Poirey
Flying Dutchman: 12. Platz

- Yves Loday & Bernard Pichery
Tornado: 8. Platz

- Thierry Peponnet & Luc Pillot
470er: Bronze

- Michel Audoin, Patrick Haegeli & Philippe Massu
Soling: 14. Platz

### Synchronschwimmen
- Pascale Besson
Frauen, Einzel: in der Vorrunde ausgeschieden
Frauen, Duett: 7. Platz

- Muriel Hermine
Frauen, Einzel: 7. Platz
Frauen, Duett: 7. Platz

- Odile Petit
Frauen, Einzel: in der Vorrunde ausgeschieden

### Turnen
- Laurent Barbiéri
Männer, Einzelmehrkampf: 34. Platz in der Qualifikation
Männer, Mannschaftsmehrkampf: 6. Platz
Männer, Boden: 19. Platz in der Qualifikation
Männer, Pferd: 16. Platz in der Qualifikation
Männer, Barren: 33. Platz in der Qualifikation
Männer, Reck: 30. Platz in der Qualifikation
Männer, Ringe: 15. Platz in der Qualifikation
Männer, Seitpferd: 63. Platz in der Qualifikation

- Michel Boutard
Männer, Einzelmehrkampf: 59. Platz in der Qualifikation
Männer, Mannschaftsmehrkampf: 6. Platz
Männer, Boden: 56. Platz in der Qualifikation
Männer, Pferd: 56. Platz in der Qualifikation
Männer, Barren: 43. Platz in der Qualifikation
Männer, Reck: 61. Platz in der Qualifikation
Männer, Ringe: 64. Platz in der Qualifikation
Männer, Seitpferd: 51. Platz in der Qualifikation

- Jean-Luc Cairon
Männer, Einzelmehrkampf: 15. Platz
Männer, Mannschaftsmehrkampf: 6. Platz
Männer, Boden: 36. Platz in der Qualifikation
Männer, Pferd: 25. Platz in der Qualifikation
Männer, Barren: 25. Platz in der Qualifikation
Männer, Reck: 41. Platz in der Qualifikation
Männer, Ringe: 33. Platz in der Qualifikation
Männer, Seitpferd: 5. Platz

- Jacques Def
Männer, Einzelmehrkampf: 41. Platz in der Qualifikation
Männer, Mannschaftsmehrkampf: 6. Platz
Männer, Boden: 47. Platz in der Qualifikation
Männer, Pferd: 56. Platz in der Qualifikation
Männer, Barren: 55. Platz in der Qualifikation
Männer, Reck: 16. Platz in der Qualifikation
Männer, Ringe: 42. Platz in der Qualifikation
Männer, Seitpferd: 27. Platz in der Qualifikation

- Florence Laborderie
Frauen, Einzelmehrkampf: 28. Platz
Frauen, Boden: 57. Platz in der Qualifikation
Frauen, Pferd: 50. Platz in der Qualifikation
Frauen, Stufenbarren: 44. Platz in der Qualifikation
Frauen, Schwebebalken: 56. Platz in der Qualifikation

- Corinne Ragazzacci
Frauen, Einzelmehrkampf: 32. Platz
Frauen, Boden: 65. Platz in der Qualifikation
Frauen, Pferd: 36. Platz in der Qualifikation
Frauen, Stufenbarren: 61. Platz in der Qualifikation
Frauen, Schwebebalken: 55. Platz in der Qualifikation

- Joël Suty
Männer, Einzelmehrkampf: 20. Platz
Männer, Mannschaftsmehrkampf: 6. Platz
Männer, Boden: 44. Platz in der Qualifikation
Männer, Pferd: 32. Platz in der Qualifikation
Männer, Barren: 17. Platz in der Qualifikation
Männer, Reck: 25. Platz in der Qualifikation
Männer, Ringe: 65. Platz in der Qualifikation
Männer, Seitpferd: 12. Platz in der Qualifikation

- Philippe Vatuone
Männer, Einzelmehrkampf: 22. Platz
Männer, Mannschaftsmehrkampf: 6. Platz
Männer, Boden: Bronze 
Männer, Pferd: 16. Platz in der Qualifikation
Männer, Barren: 37. Platz in der Qualifikation
Männer, Reck: 12. Platz in der Qualifikation
Männer, Ringe: 61. Platz in der Qualifikation
Männer, Seitpferd: 54. Platz in der Qualifikation

### Wasserspringen
- Claire Izacard
Frauen, Kunstspringen: 17. Platz